# Forte de Santo António da Barra
O Forte de Santo António da Barra (também denominado como Forte de Santo António do Estoril, Forte Velho ou Forte de Salazar) localiza-se sobranceiro ao mar, na freguesia de Cascais e Estoril, na povoação de São João do Estoril, Município de Cascais, Distrito de Lisboa, em Portugal.
É considerado a principal fortificação entre a Cidadela de Cascais e o Forte de São Julião da Barra.

## Caracterização
Fortificação marítima, apresenta planta poligonal irregular estrelada, com dois baluartes exteriores ligados por revelins em "V" rasgados por canhoneiras, e guaritas cilíndricas com cúpulas nos vértices. No centro do terrapleno ergue-se edificação acasamatada de planta também quadrada, com capela e casernas abobadadas, ao abrigo de uma segunda cintura de muralhas constituída por dois baluartes, ligados por revelins em ferradura. Entre as duas linhas de muralhas abre-se o fosso. A sua planimetria destaca-se pela sua diferença em relação às restantes fortalezas da Barra do Tejo.

## História

### Projeto e construção
A sua estrutura remonta à época da Dinastia Filipina, quando Filipe I incumbiu o engenheiro militar e arquiteto napolitano, frei Giovanni Vicenzo Casale, de elaborar uma planta de Cascais e de uma carta da costa até São Julião da Barra. Entre as preocupações do monarca estava a melhoria do sistema defensivo da barra de Lisboa (1586), zona pela qual se concretizou a campanha do Duque de Alba para tomar a capital e o trono portugueses, e da ameaça de corsários ingleses e holandeses. D. Filipe pretendia, portanto, evitar o acesso a Lisboa pelo rio e eventuais desembarques na linha de costa entre São Julião da Barra e Cascais.

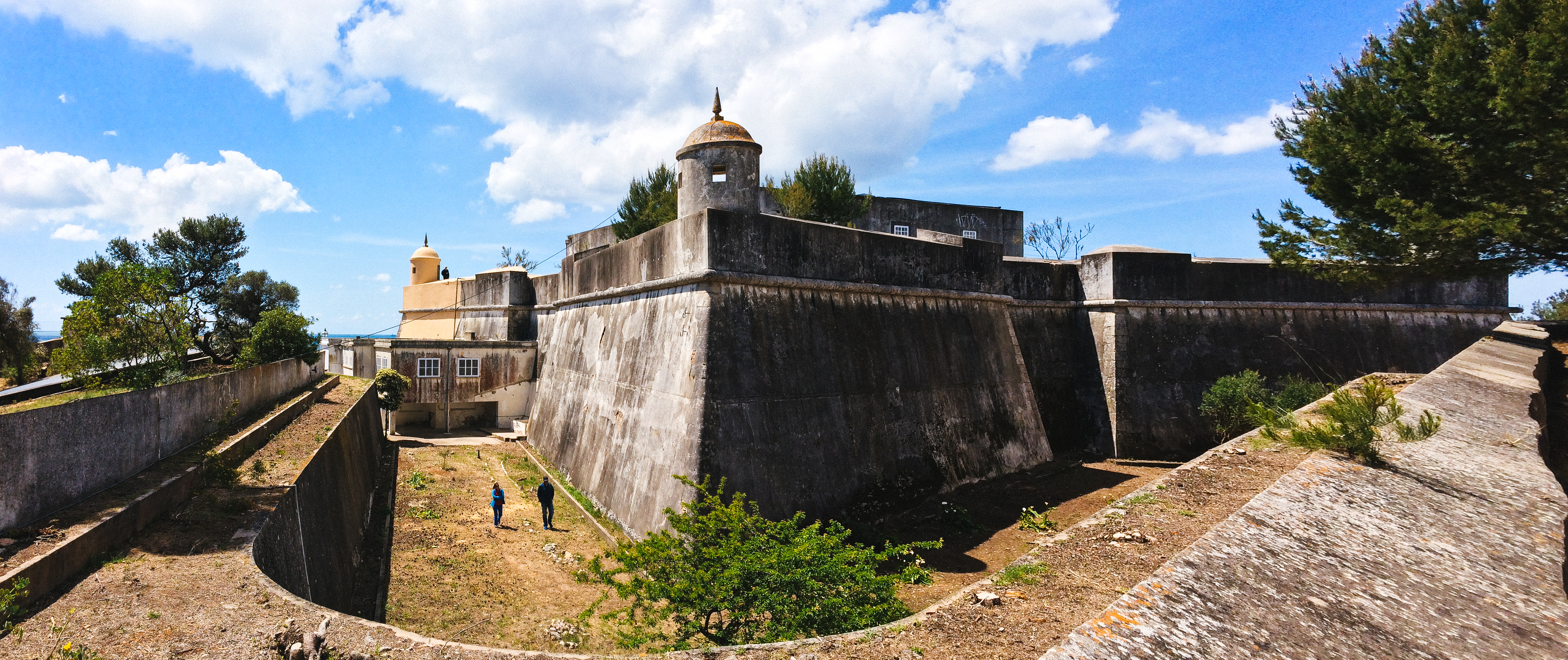
Exterior do forte e fosso.

É Casale — também encarregado das obras de ampliação da Torre de Belém e do Forte da Cabeça Seca — o autor da traça desta fortificação, iniciada em 1590. Apesar da concordância do monarca acerca do primeiro esboço que lhe foi apresentado — uma fortificação de pequenas dimensões em taipa, revestida em madeira e alvenaria —, o mesmo foi substituído por um novo, mais ambicioso, que adaptou uma planta quase quadrangular, com quatro baluartes angulares nos vértices, dos quais os maiores ficariam virados para terra. Pelo lado do mar, foi erguida uma construção amuralhada de planta retangular, ao longo das faces internas dos baluartes, com a função de bateria baixa, com artilharia, o corpo da guarda e a entrada rasgados na parede sudoeste. O forte era envolvido por um fosso exterior, com contra-escarpa e estrada coberta. O interior da estrutura organizava-se em dois edifícios oblongos, separados por um pátio coberto estreito, os quartéis dos soldados, armazéns e outras dependências necessárias à sua vivência no espaço. Entre estes dois edifícios encontra-se a pequena capela em invocação de Santo António.
A construção tardou pouco mais de um ano, sendo que o rei recebe uma correspondência de Casale, em 16 de fevereiro de 1591, informando-lhe de que «El castillo de Santo António como escrivi a V. Mag. está ja de manera que se puede meter gente y artilleria.»

### Guerra da Restauração e período de declínio
Posteriormente à época da Guerra da Restauração da independência, quando a Coroa portuguesa empreendeu uma ampla reforma das fortificações terrestres e marítimas, sob a direção do Conde de Cantanhede, D. António Luís de Meneses. O forte seria assim alvo de trabalhos de modernização e ampliação que alteraram o projeto inicial de modo a reforçar o poder de fogo existente.
No entanto, e apesar da sua importância, a estrutura vai perdendo a função estratégica, sendo abandonadas e degradando-se com rapidez. Desta forma, e nas eras seguintes, seria intervencionado por diversas vezes, na maioria delas sofrendo reformas praticamente integrais.
Em finais do século XIX, já sem realizar quaisquer funções para as quais foi concebido, foi nele instalado um posto da Guarda Fiscal. Mais tarde, a partir de 1915, as suas instalações passaram a ser utilizadas como campo de férias do Instituto Feminino de Educação e Trabalho de Odivelas.

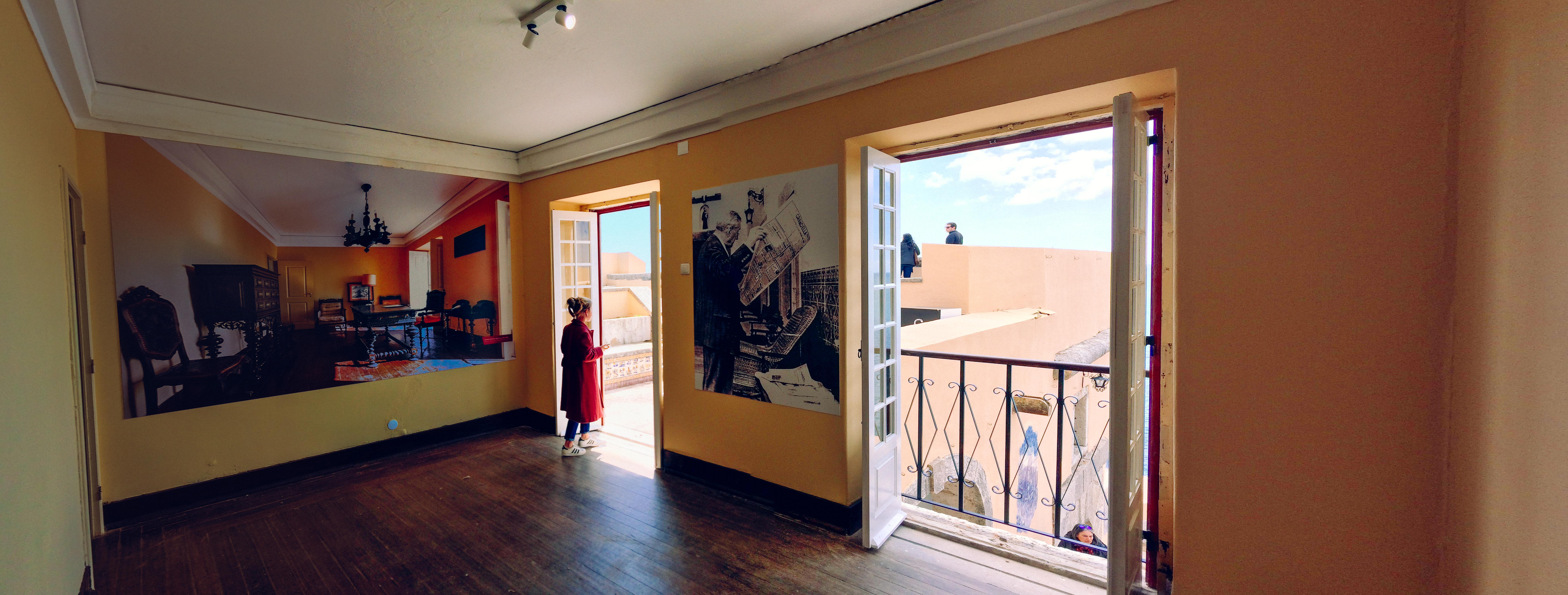
Divisão que António de Oliveira Salazar ocupou enquanto escritório pessoal.

Em meados do século XX foram executados serviços de remodelação das instalações, adaptadas como residência de verão do Presidente do Concelho de Cascais.
Um dos seus períodos mais emblemáticos resulta da escolha, por parte do presidente do Conselho de Ministros, António de Oliveira Salazar, de aí estabelecer a sua residência sazonal. Seria no forte que, em 3 agosto de 1968, Salazar sofreria um acidente doméstico, quando cai ao tentar sentar-se numa cadeira. Este episódio foi decisivo no processo de decadência do seu regime. O agravamento do seu estado conduziria à nomeação, em 18 de setembro, do Prof. Marcello Caetano como Presidente do Conselho.
Mais tarde, o forte foi classificado como Imóvel de Interesse Público através do Decreto nº 129, de 29 de Setembro de 1977.

### Século XXI

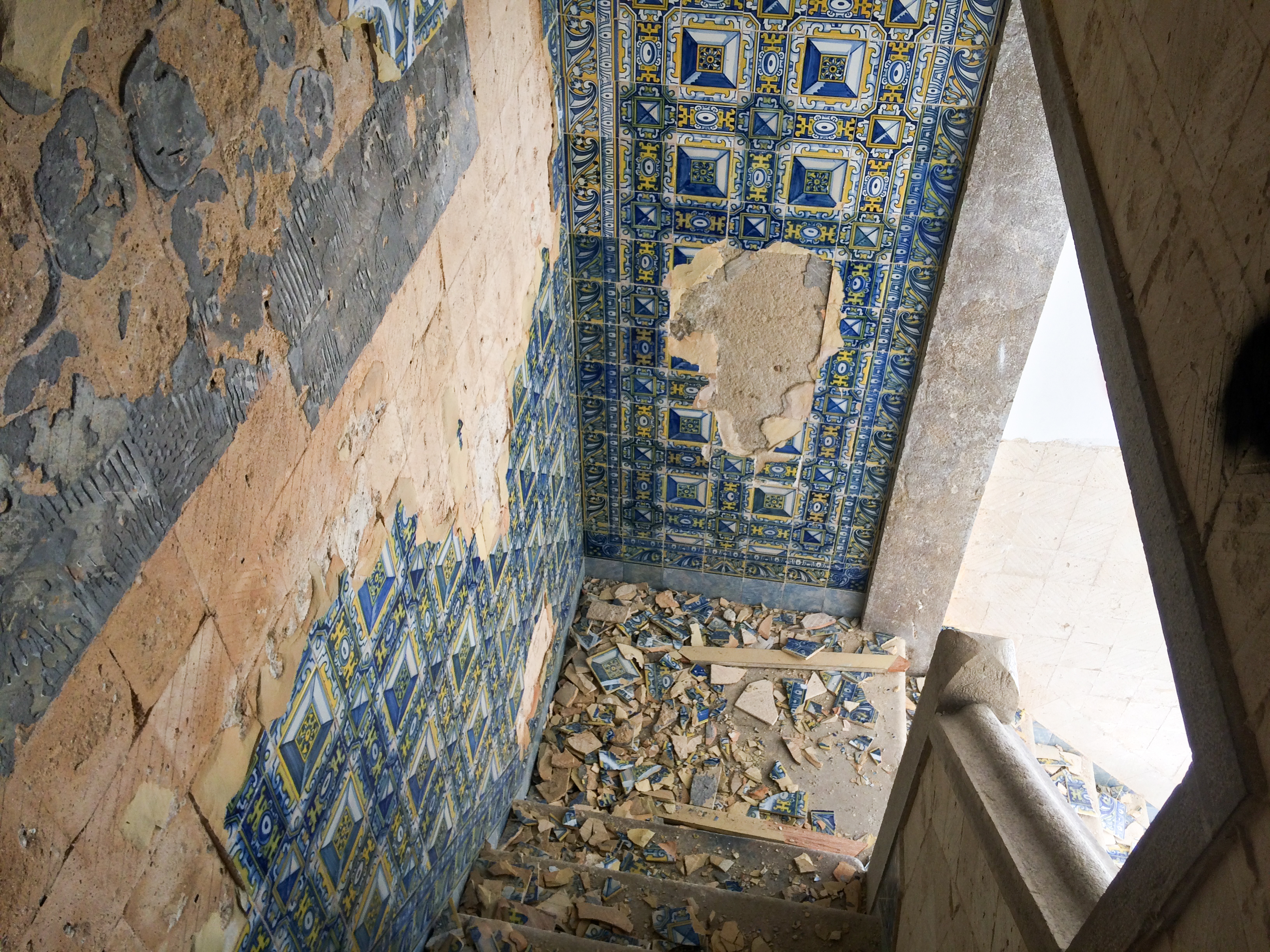
Interior do forte em novembro de 2017. Escadarias de acesso ao segundo piso.

Na sequência do despacho de 2013 que ditou o encerramento do Instituto de Odivelas no final do ano letivo de 2014/2015, o local foi encerrado e abandonado. Na sequência deste acontecimento, a Câmara Municipal de Cascais assinou um protocolo que visava a transferência do local do governo central para o município. Paralelamente, a autarquia definiu um plano que veria instalado no local um centro de investigação ligado ao mar.

As primeiras notícias acerca da decadência do local dão-se em 2016, quando é relatado um incêndio num dos compartimentos do forte. Em dezembro de 2017 o estado do imóvel é denunciado numa reportagem do semanário Expresso, sucedendo-se pouco depois reportagens por outros meios de comunicação, caso da SIC e RTP. Após uma reportagem do programa Linha da Frente da RTP1, em fevereiro de 2018, o Ministério da Defesa Nacional procedeu à colocação de avisos no perímetro do forte, mas não realizou quaisquer reparações que evitassem a entrada não autorizada no local. Por sua parte, a Câmara Municipal de Cascais lamentou a falta de iniciativa para a recuperação do forte, estimada em 6 milhões de euros, e a causa chega ao Parlamento e à justiça.

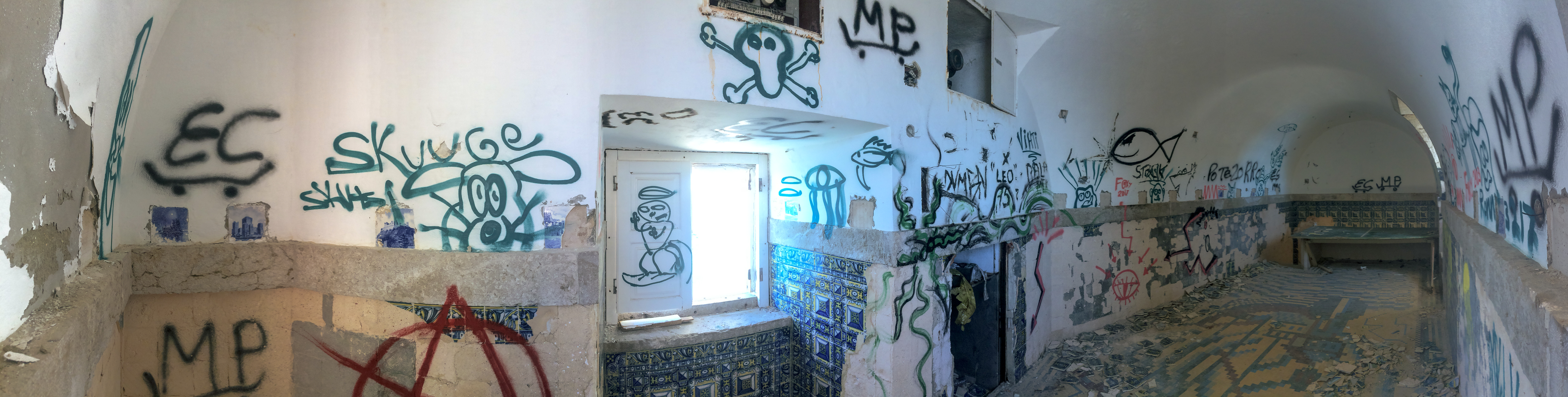
Divisão no piso superior do edifício, que funcionava como sala de jantar.

A 13 de março de 2018, e durante um ano, o imóvel foi entregue pelo Ministério da Defesa à Câmara Municipal de Cascais, que procedeu à recuperação do forte. O primeiro evento público no local consistiu nas celebrações do 25 de abril. Desde março de 2019 encontra-se aberto ao público aos fins de semana e feriados e em setembro desse ano passou a integrar a lista de edifícios militares a alienar publicada em Diário da República.